# Верхняя Сенда
Верхняя Сенда (мар. Кӱшыл Сенде) — деревня в Мари-Турекском районе Республики Марий Эл. Входит в состав Мари-Биляморского сельского поселения.

## География
Находится в восточной части республики Марий Эл на расстоянии приблизительно 13 км по прямой на восток от районного центра посёлка Мари-Турек.

## История
Известна с 1859 году, когда в ней было 16 дворов, 144 жителя, в 1891 году — 37 дворов, в 1905 году — 55 дворов, 304 жителя. Деревня считалась богатой, проживали в ней русские. В 1921 году деревня сгорела от лесного пожара. В 1923 году в деревне проживали 342 жителя. После войны люди начали уезжать из деревни. В 2000 году насчитывалось 19 хозяйств. В советское время работали колхозы «Победа», имени Куйбышева, «Россия», имени Коминтерна.

## Население
Население составляло 34 человека (мари 62 %, русские 35 %) в 2002 году, 35 в 2010.